# David Magnus Klingspor
David Magnus Klingspor, född 17 maj 1783 på Tolfta i Lerbo socken, död 12 april 1851 i Stockholm, var en svensk militär.
David Magnus Klingspor var son till löjtnant Carl Gustaf Klingspor och Charlotta Christina de Bruce. Han blev kadett vid Haapaniemi 1801, underlöjtnant vid Savolaks fotjägarregemente 1804, sekundlöjtnant där 1806 och kapten i armén 1808. Klingspor deltog i Finska kriget 1808 och var därunder adjutant hos Mauritz Klingspor, samt tilldelades 15 februari 1809 guldmedaljen för tapperhet i fält. Han blev tillfångatagen i slaget vid Salmi men frisläppt efter krigets slut. År 1810 blev Klingspor kapten vid livgrenadjärregementets rothållsfördelning och major i armén 1812, samt tredje major vid livgrenadjärregementet med konfirmation 1813. Han deltog i fälttågen i Tyskland och Norge 1813 och 1814. Klingspor blev 1823 överstelöjtnant i armén, sekundmajor vid livgrenadjärregementet 1825, överstelöjtnant och premiärmajor där 1832 samt överste i armén 1834. Åren 1848–1850 var han tillförordnad chef för första livgrenadjärregementet. Efter avsked från militärtjänsten blev Klingspor postinspektor i Vänersborg 1850. Han blev riddare av Svärdsorden 1815.